# Ostrolebec
Ostrolebec (Hypnale) je rod jedovatých hadů z čeledi zmijovitých a podčeledi chřestýšovitých endemicky se vyskytujících na Srí Lance a na jihozápadě Indie (včetně Západních Ghátů). Podle některých odborníků se jedná o příklad konvergence, neboť se ostrolebci výrazně podobají křovinářům z rodu Porthidium ze střední a Jižní Ameriky, jelikož žijí v podobném prostředí.

## Taxonomie
Herpetologové v současné době rozeznávají tři jednotlivé druhy ostrolebců:
- Hypnale hypnale (ostrolebec indický) - typový druh
- Hypnale nepa (ostrolebec srílanský)
- Hypnale zara